# توجيه (علم المياه)
في علم المياه، يعتبر التوجيه إحدى التقنيات المستخدمة في التنبؤ بالتغييرات التي ستحدث في شكل المياه وهي تتحرك عبر مجرى النهر أو الخزان. وفي التنبؤ بالفيضانات، ربما يريد علماء المياه معرفة كيف يمكن لموجات قصيرة من المطر الكثيف في مدينة عند منبع النهر أن تتغير عند وصولها المدينة. ويمكن استخدام التوجيه لتحديد ما إذا كانت دفعات المطر تصل المدينة كفيض عارم أم كقطرات. ويتضمن التوجيه مسائل أخرى مثل الخزانات وتصميم القنوات ودراسات السهول الفيضية ومحاكاة مساقط المياه.
إذا قيس تدفق المياه عند نقطة معينة «أ» في مجرى المياه عدة مرات باستخدام مقياس التدفق؛ يمكن استخدام هذه المعلومات في إنشاء الرسم المائي. وعادة ما يُطلق على المطر الغزير لمدة قصيرة حالة فيضان، ويمكن أن يتسبب في وجود قمة في الرسم البياني عند النقطة «أ» يمر بطولها.
وعند قياس التدفق عند النقطة «ب» يتم تعيين مصب للنقطة «أ»، ربما تتنبأ بأن القمة ستكون بنفس الشكل (أو موجة فيضان) وأن يكون لها نفس الشكل. وبالرغم من ذلك فإن هيئة النهر ومقاومة التدفق داخل النهر (من القاع، على سبيل المثال) يمكن أن يؤثر في شكل موجة الفيضان. وفي كثير من الأحيان يتم التخفيف من حدة موجة الفيضان (قمة الفيضان منخفضة).
يمكن تصنيف أساليب التوجيه بصورة عامة إلى فئتين:

## التوجيه الهيدروليكي
يقوم التوجيه الهيدروليكي على حل المعادلات التفاضلية الجزئية للتدفق في المجرى المفتوح غير الثابت. والمعادلات المستخدمة هي معادلات ساينت فينانت أو معادلات ديناميكية الموجة.

## التوجيه الهيدرولوجي
يستخدم التوجيه الهيدرولوجي معادلة الاستمرارية للهيدرولوجيا. وفي أبسط أشكالها يساوي التدفق الداخلي للنهر في النطاق التدفق الخارجي في النطاق بالإضافة إلى المخزون:
{\displaystyle I=O+{\frac {\Delta S}{\Delta t}}}, حيث إن
- I متوسط التدفق الداخلي للنطاق خلال {\displaystyle \Delta t}
- O متوسط التدفق الخارجي للنطاق خلال {\displaystyle \Delta t};
- S الماء الذي في النطاق حاليًا (يعرف بالمخزون)